# چرخ زمان
چرخ زمان (به انگلیسی: The Wheel of Time) مجموعهٔ رمان خیال‌پردازی حماسی است که توسط نویسندهٔ آمریکایی جیمز الیور ریگنی جونیور با تخلص رابرت جوردن نوشته شده است. چرخ زمان در ابتدا قرار بود یک مجموعه شش جلدی باشد اما جوردن آن را به دوازده قسمت افزایش داد. جوردن در سال ۱۹۸۴ شروع به نوشتن اولین نسخه از این کتاب با نام چشم جهان کرد که آن را در ژانویه سال ۱۹۹۰ منتشر کرد.
جوردن پیش از اتمام جلد آخر کتاب در سال ۲۰۰۷، به علت بیماری قلبی در گذشت و در همان سال، همسرش پس از مطالعه زاده مه، برندن سندرسون را برای اتمام کتاب انتخاب کرد. سندرسون با مطالعه یادداشت‌های جوردن، به این نتیجه رسید که یک جلد برای اتمام کار کتاب کافی نیست و به همسر جوردن پیشنهاد داد که در سه جلد کتاب را به پایان برساند که مورد موافقت همسر جوردن قرار گرفت و این گونه چرخ زمان در نهایت چهارده جلدی شد. در این مجموعه از اسطوره‌ها و مکاتب زیادی مانند بوداییسم، هندوئیسم، فرهنگ اروپایی، مفاهیم متافیزیکی تعادل و دوگانه‌باوری، احترام به طبیعت که در فلسفه تائوئیسم یافت می‌شود، اسطوره‌شناسی آسیایی و اسلامی استفاده شده است. به علاوه در این رمان، اسم واقعی اهریمن، شیطان (Shai'tan) عنوان شده که یک کلمه عربی است و در بیان کلام اسلامی به عنوان نام شیطان استفاده می‌شود. همچنین بخشی از آن از کتاب جنگ و صلح (۱۸۶۹) به قلم لئو تولستوی الهام گرفته شده است.

## نگارندگان
رابرت جوردن نام مستعاری بود که نویسندهٔ آمریکایی جیمز آلیور ریگنی جونیور از آن در انتشار آثارش در شیوهٔ فانتزی حماسی بهره می‌برد.
او در ۱۹۴۸ میلادی چارلستونِ کارولینای جنوبی متولد شد.
در بیست‌سالگی به خدمت اجباری در جنگ ویتنام خوانده شد و در دو دورهٔ ۱۵ ماهه به‌عنوان تیرانداز بالگرد در نیروی زمینی آمریکا مشغول بود.
پس از بازگشت از ویتنام در آکادمی نظامی آمریکا در رشتهٔ فیزیک نام نوشت و پس از فارغ‌التحصیلی به‌عنوان مهندس هسته‌ای در نیروی دریایی آمریکا مشغول به کار شد.
او نوشتن را از سال ۱۹۷۷ و پس از آن آغاز کرد که هنگام کار در کشتی‌سازی نیروی دریایی مصدوم شد و به این نتیجه رسید که «زندگی بسیار کوتاه است.»
ابتدا تحت نام مستعار چنگ لانگ مقالاتی در باب نقد تئاتر و رقص نوشت.
در سال ۱۹۸۰ تحت نام مستعار ریگان اُنیل رمان عاشقانه تاریخی خون فَلون را به چاپ سپرد و در ۱۹۸۱ و ۱۹۸۲ دنباله‌هایی بر آن با عناوین عروس فَلون و میراث فَلون منتشر کرد. در ۱۹۸۲ تحت اسم مستعار جکسون اورایلی داستانی در شیوهٔ وسترن با عنوان سواران چه‌این چاپ کرد. ناشر این کتاب انتشارات تور بود که همسر او هریت مگ‌دوگال آن‌جا به‌عنوان ویراستار مشغول کار بود.
پس از موفقیت فیلم فانتزی حماسی کونان بربر با نقش‌آفرینی آرنولد شوارتزنگر در سال ۱۹۸۲، انتشارات تور نویسندگانی را استخدام کرد تا از روی یادداشت‌های رابرت هاوارد داستان‌هایی جدید واقع در جهان کونان بربر بنویسند. ریگنی یکی از این نویسندگان بود. او برای انتشار این آثار فانتزی نام مستعار رابرت جردن را برگزید که شخصیت اصلی رمان زنگ‌ها برای که به صدا درمی‌آیند همینگوی است. او از ژوئن ۱۹۸۲ تا نوامبر ۱۹۸۴ هفت کتاب در این مجموعه نوشت.
در همان سال به صاحب انتشارات تور تام دوئرتی پیشنهاد نگارش سه‌گانه‌ای را در شیوهٔ فانتزی حماسه‌ای ملهم از ارباب حلقه‌ها داد.
فرایند نوشتن نخستین کتاب این مجموعه چهار سال طول کشید و در نهایت در ژانویه ۱۹۹۹ با عنوان چشم جهان منتشر شد.
فروش چشم جهان با موفقیت همراه شد و این عنوان به فهرست پرفروش‌های نیویورک تایمز راه یافت.
جردن و تور برنامهٔ روایت این «سه‌گانه» را نخست به شش جلد و بعدها به دوازده جلد گسترش دادند.
جردن از ۱۹۹۰ تا ۲۰۰۵ یازده جلد از چرخ زمان را نوشت و به چاپ سپرد.
در ۲۳ مارس ۲۰۰۶ جردن اعلام کرد که به آمیلوئیدوز قلبی مبتلا شده است. در آوریل همان سال شیمی‌درمانی را در مایو کلینیک آغاز کرد و همزمان یادداشت‌هایی برای اتمام کتاب پایانی چرخ زمانی نوشت. او در ۱۹ سپتامبر ۲۰۰۷ در ۵۸ سالگی و پیش از آنکه بتواند چرخ زمان را تمام کند درگذشت
و خاکسترش را در گوس کریکِ کارولینای جنوبی به خاک سپردند.
در دسامبر ۲۰۰۷ انتشارات تور اعلام کرد که هریت مک‌دوگال، بیوهٔ رابرت جردن که ویراستار او هم بود، برندن سندرسون را برای اتمام مجموعهٔ چرخ زمان برگزیده است.
سندرسون، که متولد ۱۹۷۵ در لینکلنِ نبراسکا است، فارغ‌التحصیل ادبیات انگلیسی از دانشگاه بریگم یانگ است و مدتی در کره جنوبی میسیونرِ کلیسای مورمون‌ها بوده است.
نخستین کتاب منتشرشدهٔ او الانتریس در سال ۲۰۰۵ بود.
سندرسون در سال ۲۰۰۶ نیز کتاب زاده مه: آخرین امپراطوری را چاپ کرد که توجه مک‌دوگال را به‌خود جلب کرد.
سندرسون و مک‌دوگال تصمیم گرفتند آخرین کتاب چرخ زمان را به سه کتاب تقسیم کنند و آنها را در سال‌های ۲۰۰۹، ۲۰۱۰، و ۲۰۱۳ منتشر کردند.
سندرسون، همزمان با نگارش چرخ زمان، نخستین سه‌گانهٔ زادهٔ مه را منتشر کرد و از زمان به‌پایان رساندن دست به نگارش آثاری دیگر ازجمله مجموعه استورم‌لایت و جنگ‌شکن زده است و همزمان در دانشگاه بریگم یانگ مشغول به تدریس است.

## جهان‌سازی

### جهان چرخ زمان
چرخ زمان در جهانی روی می‌دهد که به‌سبب ماهیتِ دوّارِ زمان، همزمان گذشتهٔ دور و آیندهٔ دور زمین است.
در گذار روایت، اسطوره‌هایی باستانی و تخیلی روایت می‌شوند که به تاریخ معاصر زمین اشاره دارند،
ازآن‌جمله دو غول به نام‌های موسک و مِرک، که در افسانه‌ها با نیزه‌هایی آتشین که تا آنسوی جهان می‌رسید با هم ستیز می‌کردند،
و برخی رویدادهای روایت منشأ اسطوره‌های زمین واقعی‌اند،
مثل شخصیت آرتور هاوک‌وینگ در داستان که به افسانهٔ شاه آرتور در جهان واقعی اشاره دارد.
روایت اصلی مجموعه سه‌هزار سال پس از «شکاندن جهان» روی می‌دهد که به «عصر افسانه‌ها» (که روزگاری بسیار پیشرفته بود) پایان داد.
در طول قسمت عمدهٔ روایت، فناوری و ساختارهای اجتماعی جهان به اروپای رنسانس شباهت دارد،
با این تفاوت که کفهٔ عدالت اجتماعی به نفع زنان سنگین‌تر است و برخی جوامع زن‌سالارند.
در طی رویدادهای روایت تحولاتی مشابه انقلاب صنعتی در برخی از ملل داستان روی می‌دهد.
صحنهٔ اصلی رویدادهای مجموعه بخش غربی قاره‌ای عظیم است که نام آن در متون اصیل ذکر نشده است، ولی رابرت جردن در مصاحبه‌هایش از آن با عنوان «وست‌لندز» یاد کرده است.
در وست‌لندز، که از شرق با رشته‌کوهی محاط است، چندین پادشاهی و دولت-شهر هست.
در شرق این رشته‌کوه بیابانی موسوم به برهوت آئیل قرار دارد که ساکنین آن را قبیله‌ها و جوامع جنگجوی آئیل تشکیل می‌دهند که در سکونت‌گاه‌هایی کوچک زندگی می‌کنند.
در شرق برهوت آئیل کشور بزرگ و منزوی شارا قرار دارد که با رشته‌کوهی عظیم و منطقه‌ای غیرقابل‌عبور از برهوت آئیل جدا می‌شود.
سراسر محدودهٔ شمالی این سه منطقه (وست‌لندز، برهوت آئیل، و شارا) را «پژمردگی کبیر» فراگرفته است که بیابانی آلوده و شیطانی است.
در غرب وست‌لندز و آنسوی اقیانوسِ مونرال قارهٔ شان‌چن قرار دارد که عرض غرب به شرقش از قارهٔ دیگر کمتر است ولی از قطب شمال تا قطب جنوب کشیده شده است.
قارهٔ شان‌چن با آبراهه‌ای به دو قسمت شمالی و جنوبی تقسیم شده است. این آبراهه اقیانوس مونرال را به اقیانوس آریت متصل می‌کند.
در شمالی‌ترین بخش قسمت شمالی شان‌چن «پژمردگی صغیر» واقع شده است که با پژمردگی کبیر طول جغرافیایی یکسانی دارد.
در آغاز داستان چرخ زمان، ساکنان وست‌لندز از وجود شان‌چن بی‌خبرند.
در دنیای چرخ زمان رابرت جردن در نیم‌کرهٔ جنوبی قاره‌ای کوچک موسوم به «سرزمین دیوانگان» قرار دارد، ولی در مجموعهٔ اصلی از آن ذکری نرفته است.

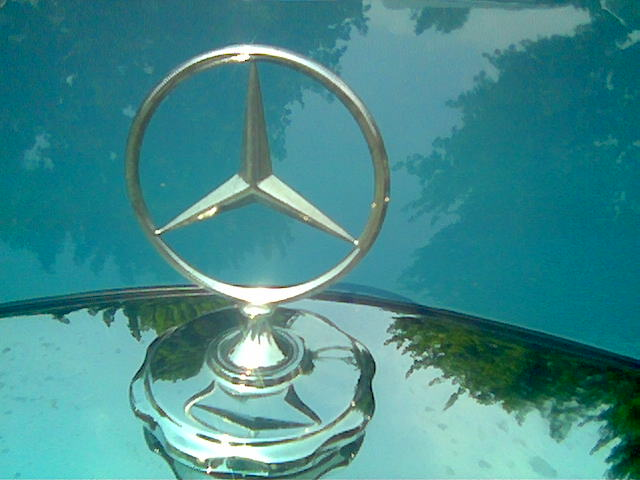
در فصل یازدهم خیزش سایه‌ها، ایگوِین آل‌ویر از موزه‌ای بازدید می‌کند که یکی از اشیای عتیقهٔ موجود در آن «چیزی نقره‌ای… ستاره‌ای سه‌پر محاط در یک دایره» است که جنسی «نرم‌تر از فلز» دارد و به نشانه‌ای تزئینی روی کاپوت خودروهای مرسدس-بنز از عصر نخست اشاره دارد.

روایت مجموعه در پایان «عصر سوم» روی می‌دهد. «عصر سوم» با «شکاندن جهان» آغاز می‌شود که پایان‌بخش «عصر افسانه‌ها» بود.
«عصر افسانه‌ها» در پی «عصر نخست» می‌آید. «عصر نخست» به‌صورت ضمنی بر جهان معاصر دلالت دارد و نام برخی از شخصیت‌های اسطوره‌ای آن در خلال مجموعه آمده است که السبت، ملکهٔ همگان (اشاره به الیزابت دوم) و ماترز درمانگر (اشاره به مادر ترزا) از آن دسته‌اند.
در عصر سوم در وست‌لندز رویداد تاریخی بزرگ روی داد: نخست «جنگ‌های ترالک»، که در آن هزار سال پس از شکاندن جهان موجوداتی از پژمردگی جهان انسانی را تقریباً نابود می‌کنند،
و دوم ظهور آرتور هاوک‌وینگ که هزار سال پس از جنگ‌های ترالک وست‌لندز را فتح و متحد کرد، ولی وارثی نداشت و «جنگ‌های صدساله» پس از مرگ او بر سر تقسیم قلمروش درگرفت.
در پی هر یک از این دو رویداد، تقسیم‌های سیاسی و ساختار ملل وست‌لندز به‌کلی تغییر کرد. زبان کهن (که در عصر افسانه‌ها رایج بود) در زمان روایت مجموعه زبانی مرده است و تنها برخی محققان و اشراف‌زادگان به آن تکلم می‌کنند.
در جهان چرخ زمان، «الگو» تجلی جهان واقع و سرنوشت آدمیان است و «چرخ» نماد گذر زمان.
این مفاهیم به جهان‌های موازی داستان هم تسری می‌یابند. برخی از شخصیت داستان می‌توانند این جهان‌های موازی را ببینند یا از آن‌ها موازی بازدید می‌کنند. در برخی ازین جهان‌ها تاریخ به‌گونه‌ای دیگر رقم خورده است و برخی آنقدر با واقعیت اصلی تفاوت دارند که خالی از سکنه شده‌اند.
در برخی از جهان‌ها قوانین فیزیک به گونه‌ای دیگر از جهان واقع عمل می‌کند.
اهالی شان‌چن جانورانی بیگانه و عجیب‌وغریب را از این جهان‌های موازی وارد کرده‌اند و بعدها آنان را اهلی کرده و پرورش داده‌اند.
«تِل‌آی‌ران‌ریود» «جهان رؤیاها» است که همهٔ این جهان‌ها را به هم متصل می‌کند. ازین جهان می‌شود در خواب بازدید کرد، ولی اتفاقاتی که در آن روی می‌دهند واقعی‌اند، و همچنین می‌توان به‌صورت فیزیکی وارد آن شد.

### ملل
دولت-شهر تار والِن و برج سفید در مرکز آن مقر قدرت آی‌سِدای است و از زمان بنیانش در سال ۹۸ پس‌از شکاندن جهان هرگز فتح نشده است. انحصار استفاده از قدرت یگانه در وست‌لندز، دستکم به شکل رسمی، در اختیار زنان برج سفید است. آی‌سداها به هفت آجا تقسیم می‌شوند که هر کدام با یک رنگ شناخته می‌شوند و عبارتند از آبی، سرخ، سفید، سبز، قهوه‌ای، زرد، و خاکستری. رهبری برج سفید (و تار والن) بر عهدهٔ «تخت آمرلین» است که همزمان «عضو هیچ‌کدام و همهٔ آجاها» است. تخت آمرلین را شورای برج انتخاب می‌کند که متشکل از دو نماینده از هر آجا است. مدیریت امور روزمرهٔ برج معمولاً بر عهدهٔ «وقایع‌نامه‌نگار» است که تخت آمرلین او را انتخاب می‌کند و غالباً عضو همان آجایی است که تخت آمرلین پیش از انتخاب شدن عضو آن بوده است. هر آجا ساختار و سیاست‌های مستقل خود را دارد و این سیاست‌ها گاه با سیاست‌های آجاهای دیگر در تضادند. آجای سرخ بزرگ‌ترین آجا است و هدف اصلی‌اش یافتن و «رام کردن» مردانی است که می‌توانند از قدرت یگانه استفاده کنند. برخلاف آجای سرخ، خواهران آجای سبز، موسوم به آجای نبرد، دیدگاه ملایم‌تری نسبت به مردان دارند و معمولاً هر یک چندین جنگجو و محافظ مرد را در استخدام خود دارند. هدف اصلی آجای سبز آماده کردن نیروهای وست‌لندز برای جنگ نهایی یا «تارمن گایدن» است.
آجای آبی عمدتاً بر اجرای عدالت متمرکز است و از زمان ظهور آرتور هاوک‌وینگ بیشترین تعداد آمرلین‌ها از اعضای این آجا انتخاب شده‌اند. آجای قهوه‌ای بر گسترش و حفظ دانش متمرکز است. آجای زرد متشکل از زنانی است که تخصصی در شفابخشی و درمان بیماری‌ها و جراحت‌ها دارند. آجای خاکستری بر دیپلماسی تأکید دارد و اعضای آن به‌عنوان میانجی بین ملل وست‌لندز عمل می‌کنند. خواهران آجای سفید غالباً از زندگی دنیوی و دانش‌های زمینی دست شسته‌اند و غالباً مشغول فلسفه‌اند.
«فرزندان نور» ، که در دوران جنگ‌های صدساله به‌عنوان مجمعی از روحانیون برای مقابله با «دوستان تاریک» (پیروان مخفی شیطان) تأسیس شده‌بود، در طی قرن‌ها به یک ارتش مذهبی تمام‌وکمال بدل شد که مستقل از ملل وست‌لندز عمل می‌کنند. مقر اصلی «فرزندان» (که بین عموم به «رداسفیدها» موسومند) در «دژ نور» در شهر آمادیا پایتخت آمادیسیا قرار دارد، ولی اکثر گروهان‌های آن در سراسر وست‌لندز پراکنده‌اند و به‌دنبال دوستان تاریک می‌گردند. هر یک از فرماندهان فرزندان در یافتن دوستان تاریک و مجازات آنها آزادند. به‌نظر فرزندان همهٔ آی‌سداها دوست تاریکند و باید مجازات شوند، ولی به‌دلایل سیاسی و ترس از واکنش برج سفید فرزندان معمولاً آنها را هدف قرار نمی‌دهند. رهبری فرزندان نور بین فرمانده کل (که بالاترین مقام نظامی است) و مفتش کل (که بالاترین مقام مذهبی است) تقسیم می‌شود.
یکی از دلایل موفقیت فرزندان نور، عدم وجود ساختار و انضباط نظامی بین ملل وست‌لندز از زمان جنگ صدساله است. ارتش‌های دائمی معمولاً به اشراف‌زادگانی که مزد آن‌ها را می‌پردازند وفادارند و نه به تاج‌وتخت و ملل وست‌لندز.
اَندور بزرگ‌ترین کشور وست‌لندز است و بنیان آن به زمان مرگ آرتور هاوک‌وینگ و آغاز جنگ صدساله می‌رسد که این امر آن را به یکی از قدیمی‌ترین ملل در زمان روایت چرخ زمان بدل می‌کند. فرمانروای اندور همواره یک ملکه است و هرگز مردی بر تخت این پادشاهی ننشته است. بزرگ‌ترین دختر ملکه ولیعهد او است و معمولاً برای تعلیم به برج سفید تار والن فرستاده می‌شود. رابطهٔ نزدیک پادشاهی اندور و برج سفید باعث شده است که تنش‌هایی بین این کشور و فرزندان نور ایجاد شود. گارد ملکه، که تعداد سربازان آن به شش هزار نفر می‌رسد، یکی از بزرگ‌ترین ارتش‌های دائمی وست‌لندز است. پایتخت اندور شهر کِیْملین است. داستان اصلی چرخ زمان در بخش دورافتاده‌ای از اندور به‌نام اِموندز فیلد آغاز می‌شود.
بین اندور و برهوت آئیل، سرزمین حاصلخیز و ثروتمند کِی‌رین قرار دارد. کی‌رین پس از جنگ صدساله تأسیس شد و با اندور خصومتی دیرینه دارد. مهم‌ترین شاخصهٔ سیاسی کی‌رین بازی خاندان‌ها یا دِس دِمار است و به شیوهٔ دسیسه‌چینی و توطئه‌های سیاسی اشراف‌زادگان کی‌رین اشاره دارد. از سال ۵۶۶ پس‌از شکاندن جهان، قبایل آئیل به بازرگانان اهل کی‌رین حق انحصاری عبور از گذر جانگای (معروف به مسیر ابریشم) را دادند و به نشان صلح بین قبایل آئیل و کی‌رین، تنها شاخهٔ باقی‌مانده از درخت زندگی یا آوندورالدرا را به پادشاه کی‌رین سپردند. این صلح حدود چهار قرن ادامه یافت، ولی در سال ۹۷۶ پس از شکاندن جهان (بیست سال پیش از آغاز روایت اصلی در چشم جهان) شماری از قبایل آئیل به کی‌رین یورش بردند و کاخ خورشید را به آتش کشیدند. «جنگ آئیل» دو سال طول کشید و در نهایت متفقین، که شامل ده تا (از چهارده تا) پادشاهی وست‌لندز می‌شد، قبایل آئیل را در نبرد دیوارهای درخشان در نزدیکی برج سفید تار والن شکست دادند و آنان را وادار به عقب‌نشینی به برهوت آئیل کردند.

## کتاب‌ها